# Sarah Zadrazil
Sarah Zadrazil, née le 19 février 1993 à Sankt Gilgen, est une joueuse de football internationale autrichienne. Elle joue au poste de milieu de terrain dans le championnat d'Allemagne féminin avec le club du Bayern Munich.

## Biographie

### En club
Le 25 juillet 2009, avec l'USK Hof, elle fait ses débuts en championnat d'Autriche, lors d'une victoire contre le LSC Linz. Lors de ce match, elle inscrit aussi ses deux premiers buts.
Le 14 juillet 2011, elle signe au FC Bergheim, équipe nouvellement promue en première division autrichienne.
En mai 2016, Sarah Zadrazil rejoint le championnat d'Allemagne, en signant un contrat de deux ans avec le Turbine Potsdam. En décembre 2017, elle prolonge son contrat avec Potsdam jusqu'au 30 juin 2020.
Le 10 juin 2020, elle s'engage pour trois saisons à partir de l'été 2020 en faveur de Bayern Munich.
Le 21 novembre 2022, elle prolonge son contrat jusqu'en 2026.

### En sélection
Le 25 août 2010, Sarah Zadrazil fait ses débuts en équipe nationale d'Autriche contre la Turquie.
Le 6 avril 2016, elle marque son premier but en sélection autrichienne, lors d'une victoire 6 à 1 sur le Kazakhstan. 
Elle participe ensuite au championnat d'Europe 2017. Elle y dispute quatre rencontres, inscrivant un but contre l'Islande. L'Autriche atteint les demi-finales du championnat d'Europe.

## Statistiques
Le tableau ci-dessous retrace la carrière de Sarah Zadrazil depuis ses débuts :

### En club
| Saison                | Club                  | Championnat           | Championnat | Championnat | Coupe(s) nationale(s) | Coupe(s) nationale(s) | Compétition(s) continentale(s) | Compétition(s) continentale(s) | Compétition(s) continentale(s) | Total | Total |
| Saison                | Club                  | Division              | M.          | B.          | M.                    | B.                    | Comp.                          | M.                             | B.                             | M.    | B.    |
| 2008-2009             | USK Hof               | Bundesliga            | 2           | 0           | -                     | -                     | -                              | -                              | -                              | 2     | 0     |
| 2009-2010             | USK Hof               | Bundesliga            | 3           | 1           | -                     | -                     | -                              | -                              | -                              | 3     | 1     |
| 2010-2011             | USK Hof               | Bundesliga            | 2           | 0           | -                     | -                     | -                              | -                              | -                              | 2     | 0     |
| Sous-total            | Sous-total            | Sous-total            | 7           | 1           | 0                     | 0                     | -                              | -                              | -                              | 7     | 1     |
| 2011-2012             | FC Bergheim           | Bundesliga            | 18          | 7           | 2                     | 0                     | -                              | -                              | -                              | 20    | 7     |
| 2012-2013             | FC Bergheim           | Bundesliga            | 2           | 1           | -                     | -                     | -                              | -                              | -                              | 2     | 1     |
| 2013-2014             | FC Bergheim           | Bundesliga            | 1           | 0           | -                     | -                     | -                              | -                              | -                              | 1     | 0     |
| 2016                  | FC Bergheim           | Bundesliga            | 1           | 0           | -                     | -                     | -                              | -                              | -                              | 1     | 0     |
| Sous-total            | Sous-total            | Sous-total            | 22          | 8           | 2                     | 0                     | -                              | -                              | -                              | 24    | 8     |
| 2016-2017             | FFC Turbine Potsdam   | Bundesliga            | 21          | 1           | 1                     | 0                     | -                              | -                              | -                              | 22    | 1     |
| 2017-2018             | FFC Turbine Potsdam   | Bundesliga            | 18          | 3           | 3                     | 0                     | -                              | -                              | -                              | 21    | 3     |
| 2018-2019             | FFC Turbine Potsdam   | Bundesliga            | 22          | 4           | 3                     | 0                     | -                              | -                              | -                              | 25    | 4     |
| 2019-2020             | FFC Turbine Potsdam   | Bundesliga            | 22          | 0           | 3                     | 2                     | -                              | -                              | -                              | 25    | 2     |
| Sous-total            | Sous-total            | Sous-total            | 83          | 8           | 10                    | 2                     | -                              | -                              | -                              | 93    | 10    |
| 2019-2020             | Bayern Munich         | Bundesliga            | -           | -           | -                     | -                     | C1                             | 1                              | 0                              | 1     | 0     |
| 2020-2021             | Bayern Munich         | Bundesliga            | 20          | 1           | 4                     | 0                     | C1                             | 7                              | 1                              | 31    | 2     |
| 2021-2022             | Bayern Munich         | Bundesliga            | 19          | 0           | 4                     | 1                     | C1                             | 7                              | 0                              | 30    | 1     |
| 2022-2023             | Bayern Munich         | Bundesliga            | 21          | 1           | 4                     | 0                     | C1                             | 9                              | 0                              | 34    | 1     |
| 2023-2024             | Bayern Munich         | Bundesliga            | 10          | 0           | -                     | -                     | C1                             | 6                              | 0                              | 16    | 0     |
| Sous-total            | Sous-total            | Sous-total            | 70          | 2           | 12                    | 1                     | -                              | 30                             | 1                              | 112   | 4     |
| Total sur la carrière | Total sur la carrière | Total sur la carrière | 182         | 19          | 24                    | 3                     | -                              | 30                             | 1                              | 236   | 23    |

## Palmarès

### En club
- Bayern Munich
  - Championnat d'Allemagne (2)
    - Champion : 2021 et 2023

### En sélection
- équipe d'Autriche :
  - Vainqueur du Tournoi de Chypre en 2016

## Distinctions personnelles
- - Élue footballeuse autrichienne de l'année en 2018[14].